# 계화중학교
계화중학교(界火中學校)는 대한민국 전북특별자치도 부안군 계화면 창북리에 있는 공립 중학교이다.

## 학교 연혁
- 1979년 4월 20일 : 학교 설립 추진 승인
- 1980년 12월 29일 : 계화중학교 설립인가(18학급)
- 1981년 3월 13일 : 개교
- 2024년 2월 8일 : 제41회 졸업(5명) 졸업생수 총계 4,601명
- 2024년 9월 1일 : 제21대 김성희 교장 부임

## 참고 자료
- 계화중학교 - 한국교육학술정보원 학교알리미